# Opisthotropis maxwelli
Espèce
Statut de conservation UICN

 DD  : Données insuffisantes
Opisthotropis maxwelli est une espèce de serpents de la famille des Natricidae. 

## Répartition
Cette espèce est endémique de la république populaire de Chine. Elle se rencontre dans les provinces du Fujian, du Guangdong, du Jiangxi et du Guangxi.

## Description
L'holotype de Opisthotropis maxwelli mesure 305 mm. Cette espèce a le dos noirâtre et la face ventrale jaune. C'est un serpent ovipare.

## Étymologie
Cette espèce est nommée en l'honneur de John Preston Maxwell (1871–1961)qui a collecté l'holotype.

## Publication originale
- Boulenger, 1914 : Descriptions of new species of snakes in the collection of the British Museum. Annals and magazine of natural history, sér. 8, vol. 14, p. 482-485 (texte intégral).